# Xanthorhoe hethlandica
Xanthorhoe hethlandica är en fjärilsart som beskrevs av Louis Beethoven Prout 1901. Xanthorhoe hethlandica ingår i släktet Xanthorhoe och familjen mätare. Inga underarter finns listade i Catalogue of Life.